# Trần Xung (diễn viên)
Trần Xung (tiếng Trung: 陳沖; bính âm: Chén Chōng, sinh ngày 26 tháng 4 năm 1961), tên tiếng Anh là Joan Chen là một nữ diễn viên và đạo diễn người Mỹ gốc Hoa. Bà tốt nghiệp Học viện Ngoại quốc ngữ Thượng Hải và đại học CSU Chancellor's Office bang Caiifornia của Hoa Kỳ .

## Tiểu sử
Trần Xung sinh ngày 26 tháng 4 năm 1961 trong một gia đình hành nghề y tại Thượng Hải. Phụ thân của bà là Giáo sư Trần Tinh Vinh, một chuyên gia phóng xạ học nổi tiếng ở Thượng Hải, viện trưởng của y viện Hoa Sơn. Ông nội Trần Văn Kính từng lưu học ở Hoa Kỳ, là thầy thuốc ngoại khoa nổi tiếng. Ông ngoại Trương Xương Thiệu là học giả dược lý nổi tiếng. Chịu ảnh hưởng của gia đình, từ nhỏ bà đã bắt đầu học đàn, lên trung học thì bắt đầu tham gia hoạt động trong kịch đoàn học giáo. Sau đó thì bà tốt nghiệp tại Học viện Ngoại quốc ngữ của Thượng Hải.
Năm 1977, qua bộ phim Tuổi Thanh Xuân bà bắt đầu bước chân vào điện ảnh. Thành công từ vai diễn đầu tay, năm 1979 Trần Xung tiếp tục được tham gia bộ phim Tiểu Hoa, hợp tác cùng Đường Quốc Cường và Lưu Hiểu Khánh. Năm 1981 bắt đầu đi lưu học ở Hoa Kỳ, trong khi ở đây thì Trần Xung cũng tiếp tục học tập theo phương diện điện ảnh. Trần Xung tiếp tục được "chọn mặt gửi vàng" cho bộ phim Hoàng đế cuối cùng (1987) với vai diễn Mạt đại Hoàng hậu Quách Bố La Uyển Dung. Bộ phim của đạo diễn Bernardo Bertolucci đã xuất sắc giành được giải Oscar, đưa Trần Xung trở thành nữ diễn viên Trung Quốc đầu tiên được vinh danh tại lễ trao giải danh giá này.
Sau 20 năm nổi tiếng với vai trò diễn viên, Trần Xung chuyển sang làm đạo diễn vào năm 1998. Không những vậy, cô còn quyết định tự viết kịch bản và trở thành nhà sản xuất phim ở Mỹ.

## Gia đình
Sự nghiệp thành danh nhưng cuộc đời Trần Xung cũng trải qua không ít những thăng trầm. Năm 1985, cô kết hôn với nam diễn viên Jimmy Lau. Tuy nhiên, cả hai tan vỡ chỉ sau 5 năm chung sống vì tính cách thích kiểm soát của Jimmy Lau.
Sau cuộc hôn nhân đầu, Trần Xung kết hôn với người chồng thứ hai - bác sĩ tim mạch Peter Hui vào năm 1992. Thời điểm này, cô được chẩn đoán cơ thể khó có thể mang thai. Vì vậy, cặp đôi đã quyết định nhận nuôi 1 em bé cùng 1 cặp song sinh ở Nam Ninh, Trung Quốc. Tuy nhiên, sau khi đã nhận nuôi ba con, Trần Xung lại mang thai con đầu lòng. Cô tuyên bố sẽ chăm sóc và đối xử bình đẳng với cả con ruột và con nuôi.
Mặc dù vậy, chỉ một năm sau, nữ diễn viên chia sẻ cô không còn đủ thời gian và sức lực để chăm sóc tất cả các con. Vì vậy, cô chuyển cặp song sinh cho một đôi vợ chồng ở New York nuôi nấng, Trần Xung nuôi hai con gái Angela (sinh năm 1998) và Audrey (sinh năm 2001).
Hành động của Trần Xung khiến nhiều khán giả xứ Trung không khỏi phẫn nộ, cô bị chỉ trích là một người mẹ vô trách nhiệm, bỏ rơi con cái.
Hiện tại, hai con gái của Trần Xung đều đã ở độ tuổi 20. Ngoài thời gian bận rộn đi đóng phim, nữ minh tinh nổi tiếng rất thích nấu ăn, cô thường chia sẻ những bí quyết nấu nướng với con gái Angela và cùng con chăm chút cho blog riêng về nấu nướng của bản thân.
Ở tuổi 59, không chỉ miệt mài cống hiến cho nghệ thuật, Trần Xung còn vui vẻ tận hưởng cuộc sống viên mãn bên chồng con. Cô cho biết được sống giản dị, hạnh phúc cùng chồng con là điều tuyệt diệu nhất và cũng là thời kỳ hạnh phúc nhất trong cuộc đời cô.

## Những bộ phim đã tham gia
| Năm phát sóng | Tên phim                            | Tên gốc                     | Vai diễn                                        |
| ------------- | ----------------------------------- | --------------------------- | ----------------------------------------------- |
| 1977          | Thanh Xuân                          | 《青春》                    | Ách nữ (người con gái bị câm)                   |
| 1979          | Hải Ngoại Xích Tử                   | 《海外赤子》                |                                                 |
| 1980          | Tiểu Hoa                            | 《小花》                    | Triệu Hiểu Hoa                                  |
| 1981          | Thức Tỉnh                           | 《苏醒》                    | Tô Hiểu Mai                                     |
| 1986          | Ác Nam (Goodbye My Love)            | 《惡男》(Goodbye My Love)   | Đái Đệ                                          |
| 1986          | Đại Ban                             | 《大班》                    | Mỹ Mỹ                                           |
| 1987          | Dạ Hành Giả                         | 《夜行者》                  | Mỹ Văn                                          |
| 1987          | Hoàng Đế Cuối Cùng                  | 《末代皇帝》                | Hoàng hậu Uyển Dung                             |
| 1988          | Anh Hùng Máu                        | 《英雄之血》                | Kidda                                           |
| 1990          | Song Phong                          | 《双峰》                    | Kiều Tây                                        |
| 1991          | Quân Than                           | 《龟滩》                    | Minou                                           |
| 1991          | Người Kỳ Quái                       | 《奇怪的人》                |                                                 |
| 1991          | Tử Toả                              | 《死锁》                    | Nicole                                          |
| 1993          | Trời Và Đất                         | 《天与地》                  | Mẹ                                              |
| 1993          | Dụ Tăng                             | 《诱僧》                    | Công chúa Hồng Ngạc/Thanh Thụ phu nhân          |
| 1994          | Hoa Hồng Đỏ Và Hoa Hồng Trắng       | 《红玫瑰与白玫瑰》          | Vương Kiều Nhị                                  |
| 1994          | Tình Định Kim Môn Kiều              | 《情定金門橋》(Golden Gate) | Marilyn                                         |
| 1994          | Tử Vong Đích Đái                    | 《死亡地带》                | Masu                                            |
| 1995          | Đặc Công Phán Quan                  | 《特警判官》                | Dr. Ilsa Hayden                                 |
| 1995          | Khẩn Cấp Liệp Sát Lệnh              | 《緊急獵殺令》              | Kirina                                          |
| 1995          | Thẩm phán Sơ Thông                  | 《审判疏通》                | Ilsa                                            |
| 1996          | Phát Hiện Quý Giá                   | 《珍贵的发现》              | Camilla Jones                                   |
| 1999          | Tử Vũ Phong Bạo                     | 《紫雨风暴》                | Shirley Kwan                                    |
| 2000          | Ngươi Đang Làm Trò Gì               | 《你在搞什么名堂》          | Trinh Nguyen                                    |
| 2004          | Mùa Hoa Lài Nở                      | 《 茉莉花開 》              |                                                 |
| 2005          | Hoa Hướng Dương                     | 《 向日葵 》                |                                                 |
| 2007          | Sắc, Giới                           | 《色，戒》                  | Dịch Thái Thái                                  |
| 2007          | Mặt Trời Mọc Lên Theo Lẽ Thường     | 《太阳照常升起》            |                                                 |
| 2007          | Ý (Home Song Stories)               | 《意》Home Song Stories)    | Rose Hong                                       |
| 2010          | Yêu Xuất Sắc (Color Me Love)        | 《爱出色》(Color Me Love)   | Zoe                                             |
| 2011          | Cách Mạng Tân Hợi                   | 《辛亥革命》                | Long Dụ Hoàng thái hậu                          |
| 2012          | Bạch Sắc Oa                         | 《白色蛙》                  | Irene Young                                     |
| 2015          | Vương Triều Nữ Nhân - Dương Quý phi | 《 王朝的女人 · 楊貴妃 》   | Trinh Thuận Hoàng hậu                           |
| 2017          | Tuyệt Thế Cao Thủ                   | 《 绝世高手 》              | Canh mẫu                                        |
| 2018          | Như Ý Truyện                        | 《 如懿传 》                | Cảnh Nhân cung Hoàng hậu (Ô Lạp Na Lạp Nghi Tu) |
| 2019          | Ngộ Sát                             | 《 誤殺 》                  | Lạp Uẩn                                         |
| 2020          | Đuôi Cọp                            | 《 虎尾 》                  | A Viện (lúc già)                                |